# إدوين جي. لارسون
إدوين جي. لارسون هو شخصية أعمال وسياسي أمريكي، ولد في 29 نوفمبر 1885، وتوفي في 21 أغسطس 1949. نشط حزبياً في الحزب الجمهوري. وقد انتخب عضو جمعية ولاية ويسكونسن ‏.